# Бен-Арус (вілаєт)
Бен-Арус (араб. ولاية بن عروس) - вілаєт Тунісу. Адміністративний центр - м. Бен-Арус. Площа - 761 км². Населення - 542 700 осіб (2007).

## Географічне положення
Розташований у північній частині країни. На півночі межує з вілаєтом Туніс, на північному заході - з вілаєтом Мануба, на півдні - з вілаєтом Загуан. На півночі омивається водами Середземного моря (Туніська затока).

## Населені пункти
- Бен-Арус
- Бу Мхель ель-Басатін
- Ель-Мурудж
- Ез-Захра
- Хаммам-еш-Шот
- Хаммам-Ліф
- Халідія
- Мекрін
- Мохамедія
- Фушана
- Морнаг
- Радес

| Туніс | Це незавершена стаття з географії Тунісу. Ви можете допомогти проєкту, виправивши або дописавши її. |